# Фукс, Рут
Рут Фукс (нем. Ruth Fuchs, в девичестве — Гамм (нем. Gamm), 14 декабря 1946, Эгельн, Саксония-Анхальт, ГДР — 20 сентября 2023, Йена, Тюрингия, Германия) — восточно-германская метательница копья, двукратная олимпийская чемпионка (1972, 1976), двукратная чемпионка Европы (1974, 1978).

## Биография

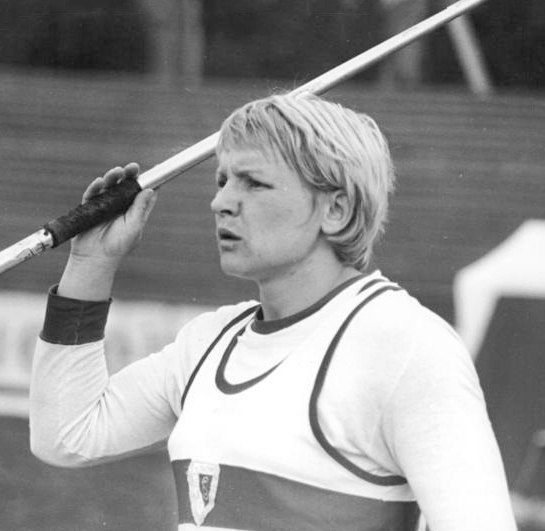
1980 год

Рут Гамм родилась 14 декабря 1946 года в Эгельне, Саксония-Анхальт, ГДР. Начала заниматься лёгкой атлетикой в детско-юношеской спортивной школе Гюстров. В 1964 году окончила университет.
Была замужем за бегуном на средние дистанции Ульрихом Фуксом, а затем — за своим бывшим тренером Карлом Гельманном.
Обладательница лучших результатов сезона в мире в 1972, 1973, 1974, 1975, 1976, 1978 и 1979 годах.
11 июня 1972 года в Потсдаме побила мировой рекорд, установленный ранее в тот же день в Бухаресте Эвой Грызецкой из Польши. При этом Фукс метнула дальше сразу на 2 м 36 см — 65,06 м. Предыдущий мировой рекорд простоял почти 8 лет. В 1973, 1974 и 1976 годах ещё повышала планку своего мирового рекорда, доведя его до 69,12 м. В 1977 году американка Кейт Шмидт метнула на 69,32 м, но в 1979 и 1980 годах Фукс установила ещё два мировых рекорда, последний на отметке 69,96 м. Однако уже 12 июля 1980 года в Подольске мировой рекорд у Фукс отобрала Татьяна Бирюлина, впервые в истории метнувшая дальше 70 метров (70,08 м).
В 1972 году в Мюнхене Фукс выиграла олимпийское золото с олимпийским рекордом 63,88 м. Второе место заняла ещё одна копьеметательница из ГДР Жаклин Тодтен (62,54 м), все остальные метнули ближе чем на 60 метров.
На Олимпийских играх 1976 года в Монреале Фукс вновь выиграла золото, метнув уже в первой попытке финала на 65,94 м. Второй стала Марион Беккер из ФРГ с результатом 64,70 м.
Фукс признала применение стероидов во время своей спортивной карьеры как часть официальной спортивной программы в ГДР.
После окончания карьеры получила докторскую степень и была вице-президентом Ассоциации легкоатлетов Восточной Германии в 1984—1990 годах. После воссоединения Германии она стала членом парламента партии левых «Die Linke» в 1990 и 1992—2002 годах, а также членом парламента от Тюрингии в 2004 году. С 2004 по 2009 год она была членом парламента в Тюрингенском Ландтаге от ПДС.

## Основные результаты
| Год  | Соревнования                        | Место проведения     | Место | Результат  |
| ---- | ----------------------------------- | -------------------- | ----- | ---------- |
| 1971 | Чемпионат Европы по лёгкой атлетике | Хельсинки, Финляндия | 3     | 59.16 м    |
| 1972 | Летние Олимпийские игры             | Мюнхен, ФРГ          | 1     | 63.88 м OR |
| 1974 | Чемпионат Европы по лёгкой атлетике | Рим, Италия          | 1     | 67.22 м    |
| 1976 | Летние Олимпийские игры             | Монреаль, Канада     | 1     | 65.94 м OR |
| 1978 | Чемпионат Европы по лёгкой атлетике | Прага, Чехословакия  | 1     | 69.16 м    |
| 1980 | Летние Олимпийские игры             | Москва, СССР         | 8     | 63.94 м    |